# Eurina triangularis
Eurina triangularis är en tvåvingeart som beskrevs av Becker 1903. Eurina triangularis ingår i släktet Eurina och familjen fritflugor. Inga underarter finns listade i Catalogue of Life.